# Heliconia xanthovillosa
Heliconia xanthovillosa là một loài thực vật có hoa trong họ Heliconiaceae. Loài này được W.J.Kress mô tả khoa học đầu tiên năm 1981.